# Commandant des forces de défense estoniennes
Le commandant des forces de défense est le chef des forces armées estoniennes et des organisations nationales de défense.

## Liste des commandants des forces de défense
| Commandant                                                                    | Image | Prise de fonction                                     | Départ                                         | Temps à poste                                      | Branche        |
| ----------------------------------------------------------------------------- | ----- | ----------------------------------------------------- | ---------------------------------------------- | -------------------------------------------------- | -------------- |
| Général Johan Laidoner                                                        |       | - 23 décembre 1918 - 1er décembre 1924 - 12 mars 1934 | - 26 mars 1920 - 8 janvier 1925 - 22 juin 1940 | - 1 an et 94 jours - 38 jours - 6 ans et 102 jours | Armée de terre |
| Major général Gustav Jonson                                                   |       | 22 juin 1940                                          | 3 septembre 1940                               | 73 jours                                           | Armée de terre |
| Poste laissé vacant en raison de l'occupation soviétique.                     |       |                                                       |                                                |                                                    |                |
| Major général Jaan Maide                                                      |       | 18 septembre 1944                                     | 24 octobre 1944                                | 36 jours                                           | Armée de terre |
| Poste laissé vacant l'Estonie étant sous la domination de l'Union Soviétique. |       |                                                       |                                                |                                                    |                |
| Général Aleksander Einseln                                                    |       | 1er mai 1993                                          | 4 décembre 1995                                | 2 ans et 217 jours                                 | Armée de terre |
| Lieutenant général Johannes Kert (en)                                         |       | 23 janvier 1996                                       | 30 juin 2000                                   | 4 ans et 159 jours                                 | Armée de terre |
| Lieutenant-colonel Aarne Ermus                                                |       | 30 juin 2000                                          | 21 septembre 2000                              | 83 jours                                           | Armée de terre |
| Vice-amiral Tarmo Kõuts (en)                                                  |       | 21 septembre 2000                                     | 14 novembre 2006                               | 6 ans et 54 jours                                  | Marine         |
| Général Ants Laaneots                                                         |       | 5 décembre 2006                                       | 5 décembre 2011                                | 5 ans                                              | Armée de terre |
| Général Riho Terras                                                           |       | 5 décembre 2011                                       | 5 décembre 2018                                | 7 ans                                              | Armée de terre |
| Général Martin Herem                                                          |       | 5 décembre 2018                                       | En poste                                       |                                                    | Armée de terre |